# Podchmelnický buk
Podchmelnický buk je zaniklý památný buk lesní (Fagus sylvatica L.) v lese Pod Chmelníkem nad potokem Rakovec v Klimkovicích v okrese Ostrava-město. Geograficky se také nachází ve výšce 264 m n. m., v pohoří Vítkovská vrchovina v Moravskoslezském kraji v historickém regionu Horní Slezsko.

## Historie a popis
Podle údajů z roku 2000:
| Výška stromu:                                                               | 35 m                                                            |
| Obvod kmene (ve výčetní výšce):                                             | 4,40 m                                                          |
| Šířka koruny stromu:                                                        | 29 m                                                            |
| Výška koruny stromu:                                                        | 23 m                                                            |
| Ochranné pásmo stromu:                                                      | vyhlášené jako kruh o poloměru 15 m se středem v ose paty kmene |
| Datum prvního vyhlášení:                                                    | 29. listopadu 2000                                              |
| Asi v roce 2023 došlo k vyvrácení mrtvého stromu jehož věk byl asi 220 let. |                                                                 |

## Další informace
Místo je celoročně volně přístupné.

## Galerie

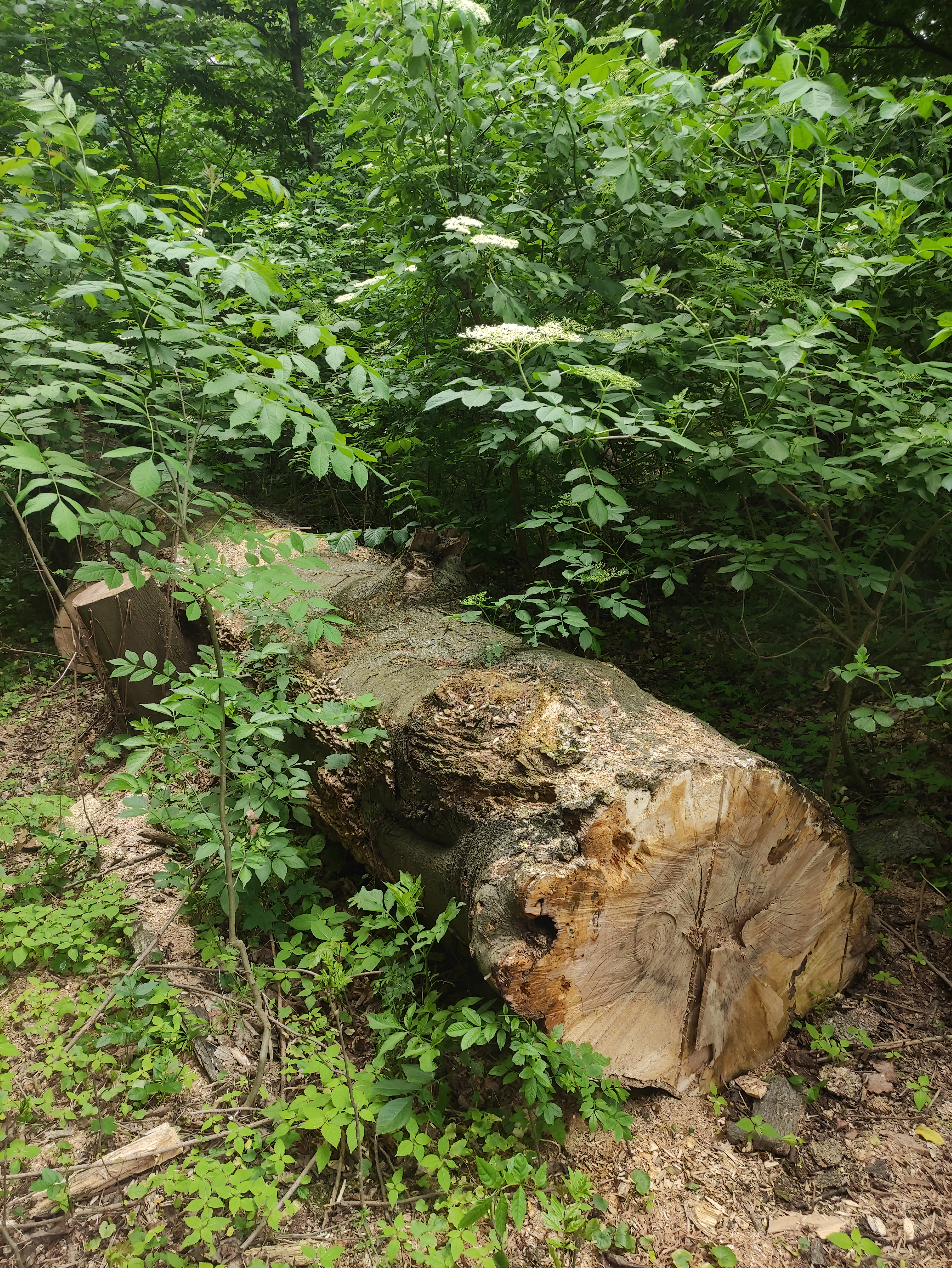
Strom v roce 2024